# Space Stallions
|  | Denne artikel er oprettet af botten PalnaBot ud fra en ekstern database. Den kan derfor have sproglige fejl eller mangler. Denne skabelon kan fjernes efter kontrol af indholdet. |

Space Stallions er en animationsfilm instrueret af Adrian Dexter efter manuskript af Adrian Dexter, Mikkel Vedel, Birk Von Brockdorff.

## Handling
Netop som mørket falder over multiverset, fødes en gnist af håb langt borte i den vilde hingsts galakse. Vejledt af Moder Mustangs lys må de vilde Space Stallions besejre mørkets dæmon, Destructo.